# جايسون هاريسون
جايسون هاريسون (15 يناير 1972 في المملكة المتحدة - ) (بالإنجليزية: Jason Harrison)‏ هو لاعب كريكت بريطاني. لعب مع نادي مقاطعة ميدلسكس للكريكت ‏ وBuckinghamshire County Cricket Club ‏ وLincolnshire County Cricket Club ‏.

## وصلات خارجية
- جايسون هاريسون على موقع إي آس بي آن كريك إنفو (الإنجليزية)